# Ирина Ларочкина
Ирина Андреевна Ларочкина (на руски: Ирина Андреевна Ларочкина) е съветска и руска геоложка и политичка, депутат в Съвета на федерацията (2002 – 2005).

## Биография
Родена е на 14 януари 1950 г. в Алметевск, Алметевски район, Татарска АССР, Руска СФСР, СССР. През 1972 г. завършва Казанския университет, през 1989 г. Центъра за подготовка на мениджъри към Московския институт за народно стопанство „Плеханов“, а през 1994 г. учи в Академията по управление в германския град Целе.
От 1972 г. до 2000 г. работи в Научноизследователския и проектантски институт на нефтената промишленост на Татарстан. Получава титлата „доктор на геоложките и минералогичните науки“, заслужил деец на науката и технологиите на републиката. През 1999 г. е избрана за депутат в Държавния съвет на Република Татарстан, а от 21 януари 2000 г. става заместник-председател на Държавния съвет. На 17 януари 2002 г. с мнозинство от 107 гласа на депутати от републиканския парламент срещу двама тя е избрана за депутат в Съвета на федерацията – представител на законодателния орган на държавната власт.
От януари 2002 до юли 2004 г. е член на Комисията по въпросите на федерацията и регионалната политика, от март 2002 г. е член на Комисията на Съвета на федерацията за наблюдение на дейността на Съвета на федерацията, от май 2003 г. е член на Комисията относно методологията за изпълнение на конституционните правомощия на Съвета на федерацията, от януари 2004 г. за една година е член на Комисията на Съвета на федерацията по естествените монополи, а през юли 2004 г. заема позицията на заместник-председател на Комитета на Съвета на федерацията по природните ресурси и опазване на околната среда. С указ на президента на Република Татарстан – Минтимер Шаймиев, (№ УП-169) от 6 май 2005 г. е назначена за министър на екологията и природните ресурси на Татарстан. На 22 юни 2007 г. с президентски указ на Минтимер Шаймиев е назначена за държавен съветник на президента на Република Татарстан по въпросите на използването на недрата, нефта, газа и екологията.